# Les Gesseres (Esplugafreda)
Les Gesseres és una partida del terme municipal de Tremp, al Pallars Jussà, dins de l'antic terme ribagorçà de Sapeira.
Està situada a ponent de l'antic poble d'Esplugafreda, al sud de Bolants i una mica més amunt, al vessant septentrional del turó de Sant Cosme.